# 萨利萨诺
萨利萨诺（義大利語：Salisano），是意大利列蒂省的一个市镇。总面积17.48平方公里，人口560人，人口密度32.0人/平方公里（2009年）。ISTAT代码为057063。